# Зачарованные (сезон 2)
Второй сезон американского телесериала «Зачарованные» выходил на телеканале The WB с 30 сентября 1999 года по 18 мая 2000 года.

## Сюжет
Действие сезона начинается ровно через год, после того, как сёстры Холливелл Прю, Пайпер и Фиби обрели магическую силу. Кроме того этот день совпадает с днём весеннего равноденствия. Неожиданно «Книгу Таинств» похищает демон Абраксис. Ему чуть не удаётся лишить сестёр магии, а Пайпер и Фиби с трудом уговаривают Прю сражаться за своё волшебство. Всё так же работая в «Баклэнде», Прю узнаёт, что станет владельцем этого аукционного дома, а времени на сестёр и развлечения не будет. Она уходит из «Баклэнда» и устраивается в фотожурнал «415» фотографом. Пайпер при помощи сестёр открывает свой ночной клуб «P3», начинает встречаться с Лео, но у Лео нет времени на роман и они остаются друзьями, тогда Пайпер влюбляется в соседа Дэна Гордона, но вскоре разрывает с ним отношения и выбирает Лео. Фиби в поисках работы и без любви. Спустя немного времени, сёстры узнают, что за всеми визитами Зла стоит Триада. Чтобы уничтожить её, Зачарованным нужна огромная сила.

## В ролях

### Основной состав
- Шеннен Доэрти — Прю Холливелл (22 эпизода)
- Холли Мари Комбс — Пайпер Холливелл (22 эпизода)
- Алисса Милано — Фиби Холливелл (22 эпизода)
- Грег Воган — Дэн Гордон (18 эпизодов)
- Дориан Грегори — Деррил Моррис (13 эпизодов)
- Брайан Краузе — Лео Уайатт (14 эпизодов)

### Второстепенный состав
- Лохлин Манро — Джек Шеридан (7 эпизодов)
- Кэрис Пейдж Брайант — Дженни Гордон (4 эпизода)
- Антонио Сабато мл. — Бейн Джессоп (2 эпизода)
- Дженнифер Родс — Пенни Холливелл (1 эпизод)
- Финола Хьюз — Пэтти Холливелл (1 эпизод)
- Билли Драго — демон Барбас (1 эпизод)
- Скотт Джек — Сэм Вайлдер (1 эпизод)
- Майкл Рейли Бурк — Купидон (1 эпизод)
- Миша Коллинз — Эрик (1 эпизод)
- Стив Рейлсбэк — демон Литвак (1 эпизод)
- Арнольд Вослу — Тёмный ангел (1 эпизод)
- Френч Стюарт — Джинн (1 эпизод)

## Эпизоды
| № общий | № в сезоне | Название                                                         | Режиссёр             | Автор сценария                         | Дата премьеры    | Произв. код | Зрители в США (млн) |
| --- | ---------- | ---------------------------------------------------------------- | -------------------- | -------------------------------------- | ---------------- | ----------- | ------------------- |
| 23 | 1          | «Witch Trial» «Испытание ведьм»                                  | Крэйг Зиск           | Брэд Керн                              | 30 сентября 1999 | 4399022     | 5.1                 |
| Действие происходит через месяц после событий последнего эпизода первого сезона. Наступает годовщина становления сестёр ведьмами — день весеннего равноденствия. Но и тут не обходится без проволочек: демон Абраксис крадёт «Книгу Тайн» и начинает отменять заклинания, заставляя возвращаться побеждённых демонов и колдунов и медленно стирая силы сестёр. Переживая смерть Энди и чувствуя вину, Прю почти теряет контроль над своими силами, но быстро понимает, что жизнь и безопасность сестёр сейчас намного важнее переживаний об ушедшем. В свою годовщину ведьмы соединяют Силу Трёх и изгоняют демона, возвращая книгу. Пайпер осуществляет свою мечту и приобретает ночной клуб. |            |                                                                  |                      |                                        |                  |             |                     |
| 24 | 2          | «Morality Bites» «Уроки морали»                                  | Джон Беринг          | Крис Левинсон и Зак Эстрин             | 7 октября 1999   | 4399024     | N/A                 |
| После видения Фиби о своей собственной казни сёстры отправляются в будущее (26 февраля 2009 года), чтобы предотвратить это, и попадают в тела будущих себя. Пайпер узнаёт, что воспитывает дочь после неудачного брака с Лео. Прю оказывается блондинкой с множеством денег и власти, но лишённая любви. Тем временем, Фиби узнаёт, что с помощью магии 6 месяцев назад погубила человека, убийцу своего друга. После этого инцидента мэр города объявил охоту на ведьм. Как ни старались сёстры спасти Фиби, как ни старались переубедить, но она решила, что заслужила эту казнь. Через полминуты ужасающего зрелища все сёстры оказываются дома в 1999 году живые и невредимые. Выучив этот урок, сёстры клянутся не использовать больше свою силу для наказания виновных. |            |                                                                  |                      |                                        |                  |             |                     |
| 25 | 3          | «The Painted World» «Нарисованный мир»                           | Кевин Инч            | Констанс М. Бёрдж                      | 14 октября 1999  | 4399023     | N/A                 |
| В руки Прю попадает загадочная картина, на которой обнаруживается заклинание. Она машинально его произносит и переносится в мир картины, где встречает человека, прожившего там 70 лет. Пайпер просит Дэна подремонтировать её будущий ночной клуб, а Фиби произносит заклинание интеллекта, чтобы получить работу. Когда и Пайпер попадает в картину, новые способности Фиби позволяют ей прочитать латинское заклинание, чтобы освободить сестёр, но те попадают в ловушку. Человек из картины оказывается колдуном и, освободившись, он поджигает картину. К его несчастью, Фиби спасает сестёр и отправляет колдуна с его подружкой обратно в картину, где они и находят свою смерть. |            |                                                                  |                      |                                        |                  |             |                     |
| 26 | 4          | «The Devil's Music» «Дьявольская музыка»                         | Ричард Комптон       | Дэвид Симкинс                          | 21 октября 1999  | 4399025     | N/A                 |
| Действие происходит через 2 месяца после событий 21-го эпизода. Пайпер приглашает в свой ночной клуб группу Dishwalla, но вскоре она узнаёт, что менеджер группы заключил сделку с демоном: он получает славу в обмен на жизни девушек. Тем временем, Пайпер пытается заглушить свои чувства к Лео, когда тот возвращается, чтобы помочь им спасти посетительниц клуба и соседку Дженни, которые стали жертвами демона. |            |                                                                  |                      |                                        |                  |             |                     |
| 27 | 5          | «She's a Man, Baby, a Man!» «Она — мужчина!»                     | Марта Митчелл        | Хавьер Грильо-Марксуа                  | 4 ноября 1999    | 4399026     | N/A                 |
| Сёстры понимают, что страшные сны Фиби об убийствах связаны с демоницей Суккуб, которая убивает мужчин и высасывает их тестостерон, чтобы выжить. Прю произносит заклинание и становится мужчиной. Как приманка, Прю под именем Мэнни идёт в клуб знакомств, членами которого были первые 4 жертвы. Очень скоро Суккуб замечает Прю, которая обнаруживает, что её новое тело сделало её бессильной перед чарами демоницы. Фиби использует психическую связь с Суккуб, чтобы помочь Прю побороть демонические чары и вернуть сестре прежний облик. |            |                                                                  |                      |                                        |                  |             |                     |
| 28 | 6          | «That Old Black Magic» «Эта древняя чёрная магия»                | Джеймс Л. Конуэй     | Валери Мэйхью и Вивиан Мэйхью          | 11 ноября 1999   | 4399027     | N/A                 |
| Чёрная ведьма пробуждается после 200 лет погребения, чтобы забрать свой магический скипетр. Зачарованным необходимо как можно скорее найти Избранного, который способен справиться с ведьмой. Лео принимает предложение Пайпер прервать их сложный роман, а Прю знакомится с Джеком Шериданом. |            |                                                                  |                      |                                        |                  |             |                     |
| 29 | 7          | «They're Everywhere» «Они везде»                                 | Мэл Дэмски           | Шерил Дж. Андерсон                     | 18 ноября 1999   | 4399028     | N/A                 |
| Действие происходит в ноябре 1999 года. (Через 3 недели после хэллоуина.) Прю и Пайпер читают заклинание, чтобы убедиться, что их мужчины не колдуны или демоны... Сёстры спасают молодого человека от демонов, которым нужны его знания об акашийских записях, источнике предсказаний о грядущих событиях. Прю узнаёт, что у Джека есть брат-близнец Джефф. |            |                                                                  |                      |                                        |                  |             |                     |
| 30 | 8          | «P3 H2O» «Сёстры и вода»                                         | Джон Беринг          | Крис Левинсон и Зак Эстрин             | 9 декабря 1999   | 4399029     | N/A                 |
| Сёстрам приходится встретиться с водным демоном, который 20 лет назад убил их мать, и с её бывшим хранителем, который всё ещё живёт рядом с тем злополучным озером. |            |                                                                  |                      |                                        |                  |             |                     |
| 31 | 9          | «Ms. Hellfire» «Мисс Адский Огонь»                               | Крэйг Зиск           | Шерил Дж. Андерсон и Констанс М. Бёрдж | 13 января 2000   | 4399030     | N/A                 |
| Прю приходится выдавать себя за киллершу, чтобы узнать, кто заказал убить сестёр, и она выходит на уже хорошо знакомого ей демона страха. |            |                                                                  |                      |                                        |                  |             |                     |
| 32 | 10         | «Heartbreak City» «Город, разбивающий сердца»                    | Майкл Цимберг        | Дэвид Симкинс                          | 20 января 2000   | 4399031     | 5.0                 |
| Демон ненависти похищает у Купидона кольцо, соединяющее влюблённых, и сёстрам приходится помогать «ангелочку с луком». |            |                                                                  |                      |                                        |                  |             |                     |
| 33 | 11         | «Reckless Abandon» «Безрассудные поступки»                       | Крэйг Зиск           | Хавьер Грильо-Марксуа                  | 27 января 2000   | 4399032     | N/A                 |
| Призрак постепенно убивает мужскую половину богатой семьи. Сёстры расследуют это дело. |            |                                                                  |                      |                                        |                  |             |                     |
| 34 | 12         | «Awakened» «Пробуждение»                                         | Энсон Уильямс        | Валери Мэйхью и Вивиан Мэйхью          | 3 февраля 2000   | 4399033     | N/A                 |
| Пайпер подхватывает лихорадку Оройя из-за контрабандных фруктов для её клуба и входит в кому. Сёстры переносят болезнь на куклу, которая оживает и начинает разносить заразу. Перед сёстрами стоит выбор: жизнь сестры или жизни невинных. |            |                                                                  |                      |                                        |                  |             |                     |
| 35 | 13         | «Animal Pragmatism» «Животный прагматизм»                        | Дон Курт             | Крис Левинсон и Зак Эстрин             | 10 февраля 2000  | 4399034     | N/A                 |
| Действие происходит в день святого Валентина. Сокурсницы Фиби умудрились превратить змею, свинью и кролика в людей. |            |                                                                  |                      |                                        |                  |             |                     |
| 36 | 14         | «Pardon My Past» «Простите моё прошлое»                          | Джон Паре            | Майкл Глисон                           | 17 февраля 2000  | 4399035     | N/A                 |
| Фиби отправляется в прошлое, чтобы узнать причину внезапно появившихся страшных удуший. Как оказалось, она была злой ведьмой, которую прокляли кузины — прошлые жизни Прю и Пайпер. |            |                                                                  |                      |                                        |                  |             |                     |
| 37 | 15         | «Give Me A Sign» «Дай мне знак»                                  | Джеймс А. Контнер    | Шерил Дж. Андерсон                     | 24 февраля 2000  | 4399036     | N/A                 |
| Старый знакомый Прю (2 сезон, эпизод 9), оказавшись на свободе, похищает её и говорит, что за ним охотится демон. Фиби читает заклинание, чтобы помочь Пайпер определиться между Дэном и Лео. |            |                                                                  |                      |                                        |                  |             |                     |
| 38 | 16         | «Murphy's Luck» «Удача Мёрфи»                                    | Джон Беринг          | Дэвид Симкинс                          | 30 марта 2000    | 4399037     | N/A                 |
| На новой работе (фотограф в журнале «415») Прю знакомится с девушкой, которой постоянно не везёт, так как Тёмный демон наложил на неё проклятие, доводящее до депрессии, что может стоить ей жизни. Чтобы помочь ей, Прю прибегает к магии, и «не везти» начинает ей самой. Тем временем, Пайпер признаётся Лео в любви. |            |                                                                  |                      |                                        |                  |             |                     |
| 39 | 17         | «How to Make a Quilt Out of Americans» «Заплатки из американцев» | Кевин Инч            | Хавьер Грильо-Марксуа и Роберт Маселло | 6 апреля 2000    | 4399038     | N/A                 |
| Три немолодых женщины призывают демона Крито, чтобы тот вернул им молодость в обмен на силы Зачарованных. |            |                                                                  |                      |                                        |                  |             |                     |
| 40 | 18         | «Chick Flick» «Лёгкое кино»                                      | Майкл Шульц          | Зак Эстрин и Крис Левинсон             | 20 апреля 2000   | 4399039     | N/A                 |
| Демон иллюзий наводняет город маньяками, сошедшими с экрана. Теперь сёстрам необходимо победить не только его, но и оживших монстров из фильмов ужасов. |            |                                                                  |                      |                                        |                  |             |                     |
| 41 | 19         | «Ex Libris» «Из книг»                                            | Джоэл Дж. Фейгенбаум | Питер Чомски и Брэд Керн               | 27 апреля 2000   | 4399040     | N/A                 |
| Однокурсница Фиби узнаёт слишком много о демонах и становится жертвой Либриса, охраняющего тайные знания. Теперь Фиби должна помочь призраку однокурсницы. Прю помогает отцу убитой дочери разоблачить убийцу. |            |                                                                  |                      |                                        |                  |             |                     |
| 42 | 20         | «Astral Monkey» «Астральная обезьяна»                            | Крэйг Зиск           | Дэвид Симкинс и Констанс М. Бёрдж      | 4 мая 2000       | 4399041     | N/A                 |
| Доктор, который лечил Пайпер, проводит эксперименты с её кровью и наделяет магическими талантами не только себя, но и трёх подопытных шимпанзе. |            |                                                                  |                      |                                        |                  |             |                     |
| 43 | 21         | «Apocalypse, Not» «Апокалипсис не сегодня»                       | Майкл Цимберг        | Сэнфорд Голден и Шерил Дж. Андерсон    | 11 мая 2000      | 4399042     | N/A                 |
| Во время схватки с четырьмя всадниками апокалипсиса Прю с одним из всадников попадает в энергетическую дыру. Пайпер и Фиби приходится заключить сделку с оставшимися всадниками, чтобы вытащить сестру. |            |                                                                  |                      |                                        |                  |             |                     |
| 44 | 22         | «Be Careful What You Witch For» «Ведьма, берегись желаний»       | Шеннен Доэрти        | Крис Левинсон, Зак Эстрин и Брэд Керн  | 18 мая 2000      | 4399043     | 4.5                 |
| Триада Зла через колдуна подбрасывает Зачарованным кувшин с джинном. Лео предупреждает сестёр, что джинны лживы, а исполненные желания могут иметь непредвиденные последствия. Но искусный джинн с помощью обмана заставляет сестёр загадать желания. Прю загадала, чтобы у неё всё было как в первый раз, Пайпер пожелала, чтобы Дэн прожил спокойную жизнь, а Фиби захотела активную силу. Выполнив желания, джинн освободился и стал смертным, а у желаний стали появляться опасные последствия: Прю исполнилось 17 лет, Дэн стал стариком, Фиби получила дар левитации от колдуна Дракона, который вскоре заявляется к сёстрам, чтобы вернуть силу. Дэн узнаёт всю правду о Зачарованных. Дракон преследует Прю и убивает её. Джинн решает отменить желания, но Прю уже не вернуть. Единственный выход — снова загадать желание. Как только это произошло, всё вернулось на свои места, и сёстры избавились от Дракона. Дэн забыл обо всём, что узнал, и о своей любви к Пайпер. Зачарованные снова освобождают джинна. А Пайпер с Лео отправляются «наверх», чтобы познакомиться со Старейшинами. |            |                                                                  |                      |                                        |                  |             |                     |